# العلاقات الغابونية المصرية
العلاقات الغابونية المصرية هي العلاقات الثنائية التي تجمع بين الغابون ومصر.

## مقارنة بين البلدين
هذه مقارنة عامة ومرجعية للدولتين:
| وجه المقارنة                                              | الغابون                        | مصر           |
| --------------------------------------------------------- | ------------------------------ | ------------- |
| المساحة (كم2)                                             | 267.67 ألف                     | 1.01 مليون    |
| عدد السكان (نسمة)                                         | 2.03 مليون                     | 94.80 مليون   |
| الكثافة السكانية (ن./كم²)                                 | 7.58                           | 93.86         |
| العاصمة                                                   | ليبرفيل                        | القاهرة       |
| اللغة الرسمية                                             | لغة فرنسية                     | اللغة العربية |
| العملة                                                    | فرنك وسط أفريقي                | جنيه مصري     |
| الناتج المحلي الإجمالي (بليون دولار)                      | 14.62 مليار                    | 235.37 مليار  |
| الناتج المحلي الإجمالي (تعادل القوة الشرائية) بليون دولار | 34.65 مليار                    | 998.67 مليار  |
| الناتج المحلي الإجمالي الاسمي للفرد دولار أمريكي          | 8.27 ألف                       | 3.61 ألف      |
| الناتج المحلي الإجمالي للفرد دولار أمريكي                 | 19.43 ألف                      |               |
| مؤشر التنمية البشرية                                      | 0.684                          | 0.690         |
| رمز المكالمات الدولي                                      | +241                           | +20           |
| رمز الإنترنت                                              | .ga                            | .eg، .مصر     |
| المنطقة الزمنية                                           | ت ع م+01:00، توقيت غرب أفريقيا | ت ع م+02:00   |

## منظمات دولية مشتركة
يشترك البلدان في عضوية مجموعة من المنظمات الدولية، منها:
| علم المنظمة | اسم المنظمة                               | تاريخ انضمام الغابون | تاريخ انضمام مصر |
| ----------- | ----------------------------------------- | -------------------- | ---------------- |
|             | البنك الدولي للإنشاء والتعمير             | 10 سبتمبر 1963       | 27 ديسمبر 1945   |
|             | يونسكو                                    | 16 نوفمبر 1960       | 22 يناير 1947    |
|             | الفريق المعني برصد الأرض                  | ?                    | فبراير 2005      |
|             | مؤسسة التمويل الدولية                     | 20 أكتوبر 1970       | 20 يوليو 1956    |
|             | منظمة التعاون الإسلامي                    | ?                    | 25 سبتمبر 1969   |
|             | المركز الدولي لتسوية المنازعات الاستشارية | 14 أكتوبر 1966       | 2 يونيو 1972     |
|             | مؤسسة التنمية الدولية                     | 4 نوفمبر 1963        | 26 أكتوبر 1960   |
|             | منظمة التجارة العالمية                    | ?                    | 30 يونيو 1995    |
|             | الاتحاد الأفريقي                          | ?                    | 9 يوليو 2002     |
|             | الاتحاد البريدي العالمي                   | ?                    | ?                |
|             | وكالة ضمان الاستثمار متعدد الأطراف        | 26 مارس 2003         | 12 أبريل 1988    |
|             | منظمة الشرطة الجنائية الدولية             | ?                    | 7 سبتمبر 1923    |
|             | الأمم المتحدة                             | 20 سبتمبر 1960       | 24 أكتوبر 1945   |
|             | الاتحاد الدولي للاتصالات                  | 28 ديسمبر 1960       | 9 ديسمبر 1876    |
|             | البنك الإفريقي للتنمية                    | ?                    | 10 سبتمبر 1964   |

## وصلات خارجية
- موقع وزارة الخارجية المصرية